# (821) Fanny
(821) Fanny ist ein Asteroid des Hauptgürtels, der am 31. März 1916 vom deutschen Astronomen Max Wolf in Heidelberg entdeckt wurde.
Die Herkunft des Namens ist nicht bekannt.